# SVS Post Schwechat
SVS Post Schwechat – żeński klub piłki siatkowej z Austrii. Rozgrywa mecze w 1. lidze siatkówki kobiet w Austrii. W sezonie 2007/2008 uczestniczył w rozgrywkach pucharowych Europy w Lidze Mistrzyń. 
Mecze rozgrywa w Neue Posthalle w Wiedniu.

## Historia
Klub został założony w 1862 r. jako Towarzystwo Gimnastyczne "Sokół" (Vereinigung junger Männer "Sokol"). Sekcja siatkówki działa od 1925 r.

## Nazwy klubu
| Lata      | Nazwa                        |
| 1926-1990 | Post SV Wien                 |
| 1990-1994 | Post SV Wien-Teleges         |
| 1994-1997 | Post SV Wien-Gulet           |
| 1997-1999 | Fujitsu-Post SV Wien         |
| 1999-2000 | Post SV Wien-Telekom Austria |
| 2000-2001 | Post SV Wien                 |
| 2001-2002 | SG SV Schwechat/PSV Telekom  |
| 2002-2005 | SG SV Schwechat/PSV Kuoni    |
| 2005-2009 | SG SV Schwechat/Post SV      |
| 2009-2016 | SG SVS Post                  |
| 2016-2017 | VB Niederösterreich Post SV  |
| 2017-     | VB NÖ Sokol Post             |

## Sukcesy
- Mistrzostwa Austrii:
  -  1. miejsce (46x): 1953, 1954, 1955, 1956, 1957, 1958, 1959, 1973, 1974, 1975, 1976, 1977, 1978, 1983, 1984, 1985, 1987, 1988, 1989, 1990, 1991, 1992, 1994, 1995, 1996, 1997, 1998, 1999, 2000, 2001, 2002, 2003, 2004, 2005, 2006, 2007, 2008, 2009, 2010, 2011, 2012, 2013, 2014, 2015, 2016, 2017
  -  3. miejsce (3x): 2018, 2020, 2021
- Puchar Austrii:
  -  1. miejsce (25x): 1981, 1982, 1985, 1986, 1987, 1989, 1990, 1994, 1995, 1996, 1997, 1998, 1999, 2000, 2001, 2002, 2003, 2005, 2006, 2010, 2012, 2013, 2014, 2015, 2016
- Puchar Top Teams:
  -  2. miejsce (1x): 2001
- MEVZA:
  -  2. miejsce (6x): 2006, 2008, 2009, 2011, 2012, 2013
  -  3. miejsce (1x): 2007